# Джангарач
Джангарач (кирг. Жангарач) — село в Сокулукском районе Чуйской области Кыргызстана. Входит в состав Гавриловского аильного округа. Код СОАТЕ — 41708 222 817 02 0.

## География
Село расположено в западной части области, у северной гарницы Киргизского хребта, в долине реки Джиламыш, на расстоянии приблизительно 7 километров к югу от села Сокулук, административного центра района. Абсолютная высота — 1136 метров над уровнем моря.

## Население
| год     | 2009 | 2014 | 2022 |
| ------- | ---- | ---- | ---- |
| человек | 1276 | 1558 | 1664 |

## Известные жители
- Жетикашкаева, Нуркамал (1918—1952) — первая киргизская поэтесса.
- Кайназарова, Суракан (1902—1982) — звеньевая колхоза «Дружба», дважды Герой Социалистического Труда (1948, 1957).
- Балыкбаева, Жаркын (1942—2019) — советская и киргизская актриса театра и кино, заслуженная артистка Кыргызстана.